# واتفورد (محطة مترو أنفاق لندن)

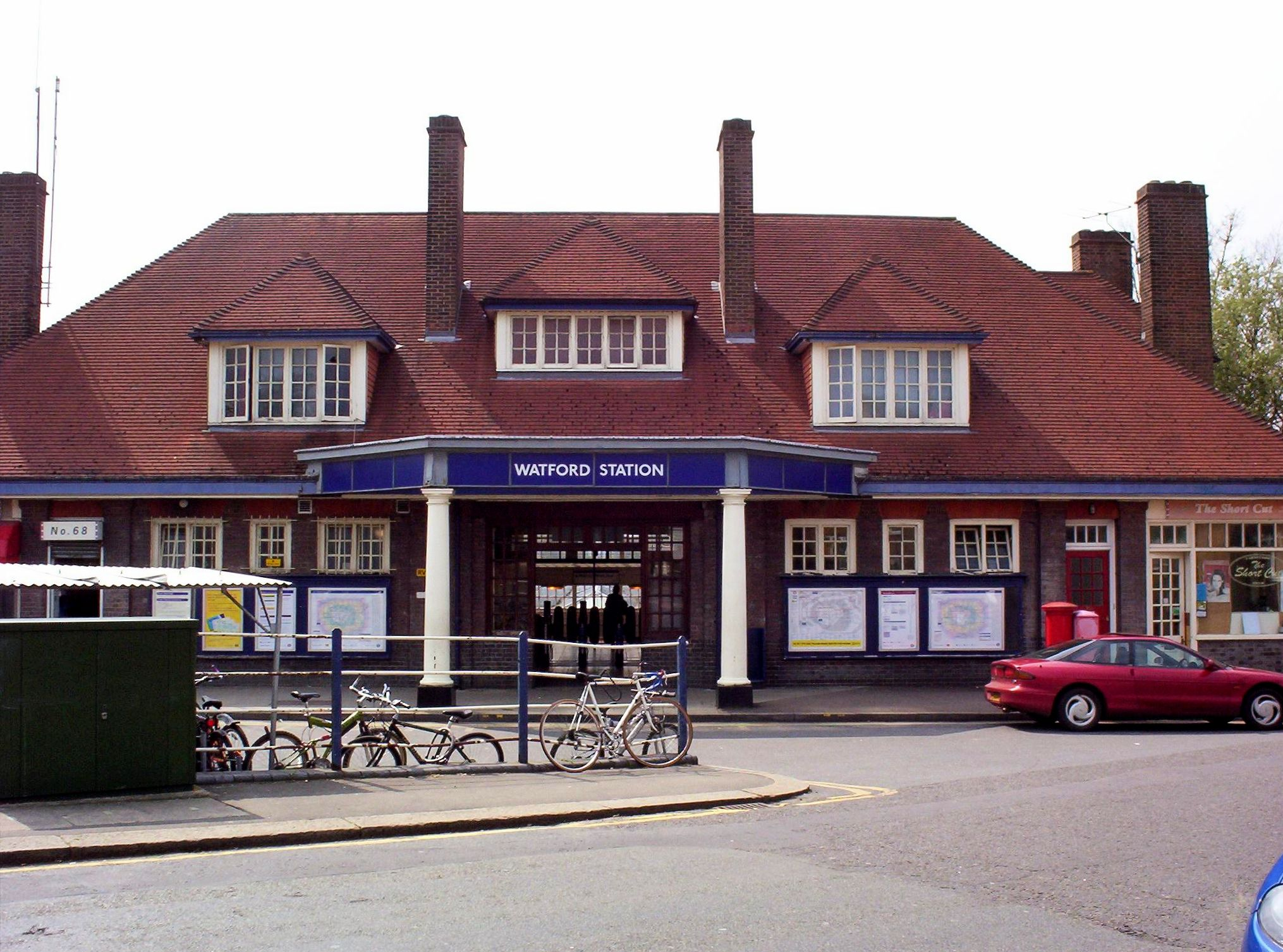
محطة واتفورد

واتفورد (بالإنجليزية: Watford)‏ هي إحدى محطات مترو أنفاق لندن. تقع على خط ميتروبوليتان أفتتحت في المنطقة (Zone) رقم A أفتتحت في 02 نوفمبر 1925.